# 板持站
板持站（日语：／ Itamochi eki */?）是位於山口縣長門市深川湯本字立野，西日本旅客鐵道（JR西日本）的美禰線車站。

## 歷史
- 1958年（昭和33年）7月25日 - 美禰線（在1963年，日文寫法變為[1]）長門湯本站至正明市站（現時：長門市站）之間開設此站。在美禰線中最新車站。
  - 當時車站位於山口縣長門市深川湯本字立野。
- 1987年（昭和62年）4月1日 - 伴隨國鐵分割民營化，車站由西日本旅客鐵道（JR西日本）營運[1]。
- 2005年（平成17年）3月22日 - 隨著長門市（第二次）成立，車站地址變成現時的地址。
- 2010年（平成22年）7月15日 - 因大雨使厚狹川泛濫，橋樑被沖毀，全線不能通行，此站暫停營業。
- 2011年（平成23年）9月26日 - 全線重開，此站重開。

## 車站構造
車站是一座地面車站，設有1面1線的單式月台，長門市方向的列車會開啟左邊車門。此站是由長門鐵道部管理的無人車站。此站沒有車站大樓，月台上設有候車室。月台直接連接車站出入口。
另外，站前設有小型單車停泊場。

## 車站周邊
車站周邊位於長門市中心南邊，為住宅團地和田園混合地帶。車站東邊設有國道316號，國道與美禰線並行。
- 板持簡易郵局 - 北邊約200米
- 長門運動公園 - 東邊約800米
- 長門市立向陽小學 - 南邊約1.2公里
- 山電交通（日语：サンデン交通）「板持團地前」巴士站 - 車站西邊約120米的團地內。設有巴士路線前往長門市中心、青海島、小月站和下關站方向。

## 利用狀況
以下為近年的乘車人次列表。
| 年度 | 1日平均 乘車人次 |
| ---- | ---------------- |
| 1999 | 21               |
| 2000 | 28               |
| 2001 | 23               |
| 2002 | 22               |
| 2003 | 39               |
| 2004 | 16               |
| 2005 | 14               |
| 2006 | 18               |
| 2007 | 20               |
| 2008 | 19               |
| 2009 | 19               |
| 2010 | 19               |
| 2011 | 15               |
| 2012 | 14               |
| 2013 | 11               |
| 2014 | 13               |
| 2015 | 14               |
| 2016 | 15               |
| 2017 | 12               |
| 2018 | 11               |
| 2019 | 11               |

## 相鄰車站
西日本旅客鐵道（JR西日本）
■美禰線
長門湯本－板持－長門市

## 注腳
1. 1 2  歴史でめぐる鉄道全路線 国鉄・JR 7号、21頁
2. ↑  山口県統計年鑑 （页面存档备份，存于）（日語） - 山口縣

## 外部連結
- 板持｜車站資訊：JR出門網 - 西日本旅客鐵道（日語）